# Junonia patenas
Junonia patenas är en fjärilsart som beskrevs av Hans Fruhstorfer 1912. Junonia patenas ingår i släktet Junonia och familjen praktfjärilar. Inga underarter finns listade i Catalogue of Life.